# شون روس (عارض)
شون روس هو عارض وممثل أمريكي ولد في 10 مايو 1991.